# Lepturges inscriptus
Lepturges inscriptus är en skalbaggsart som beskrevs av Bates 1863. Lepturges inscriptus ingår i släktet Lepturges och familjen långhorningar.
Artens utbredningsområde är:
- Guatemala.
- Nicaragua.
- Panama.

Inga underarter finns listade i Catalogue of Life.